# Dicranum viridissimum
Dicranum viridissimum là một loài rêu trong họ Dicranaceae. Loài này được Dicks. Turner mô tả khoa học đầu tiên năm 1804.